# جشنواره بین‌المللی فیلم بلفور
جشنواره بین‌المللی فیلم بلفور (به فرانسوی: Festival du film de Belfort) یک جشنواره فیلم بین‌المللی است که در ۱۹۸۶ (میلادی) توسط ژنین بزان در بلفور، فرانسه بنیان‌گذاری شد و هرساله در این شهر برگزار می‌شود.